# Bruno Mealli
Bruno Mealli (Malva di Loro Ciuffenna, Toscana, 20 de novembre de 1937 - Malva di Loro Ciuffenna, 3 d'agost de 2023) va ser un ciclista italìà, que fou professional entre 1961 i 1969. En el seu palmarès destacaren tres etapes al Giro d'Itàlia i el Campionat d'Itàlia de ciclisme en ruta de 1963.

## Palmarès
- 1958
  - 1r a la Coppa Ciuffenna
- 1959
  - 1r al Giro del Casentino
- 1961
  - 1r al Giro del Lazio
- 1962
  - 1r al Premi de la Indústria i el Comerç de Prato
  - 1r al Giro de l'Emília
  - Vencedor d'una etapa al Giro d'Itàlia
  - Vencedor d'una etapa a la Volta a Catalunya
- 1963
  -  Campió d'Itàlia de ciclisme en ruta
  - 1r al Giro de Romanya
- 1964
  - 1r al Giro del Lazio
  - Vencedor d'una etapa al Giro d'Itàlia
  - Vencedor d'una etapa a la Volta a Luxemburg
- 1965
  - Vencedor d'una etapa al Giro d'Itàlia
- 1966
  - 1r al Gran Premi de la vila de Camaiore
- 1967
  - 1r al Giro de Romanya

### Resultats al Giro d'Itàlia
- 1961. 54è de la classificació general
- 1962. Abandona. Vencedor d'una etapa
- 1963. 17è de la classificació general
- 1964. 30è de la classificació general. Vencedor d'una etapa
- 1965. 17è de la classificació general. Vencedor d'una etapa.  Ports el mallot rosa durant 5 etapes
- 1966. 25è de la classificació general
- 1967. 44è de la classificació general
- 1969. Abandona (10a etapa)